# 索尔特岛
索尔特岛（英語：Salt Cay）是英国位于北大西洋屬地特克斯和凯科斯群岛的岛屿，属于特克斯群岛的一部分（也是其第二大岛屿），长5.63公里、宽1.98公里，面积6.74平方公里，2012年人口108，始建于1673年的区首府贝尔弗城在西海岸上。